# Alex Saniel
Alex Jason Saniel (* 8. November 1996 in Port Vila) ist ein vanuatuischer Fußballspieler.

## Karriere

### Verein
Von Erakor Golden Star kommend, wechselte er im Sommer 2014 zum Spirit 08 FC, wovon er wiederum im Sommer 2017 weiter zum Shepherds United FC wechselte. Anfang 2020 wechselte er schließlich nach Fidschi, wo er sich dem Lautoka FC anschloss. Mit diesen spielte er nebst der Premier League auch ein paar Partien in der OFC Champions League. Im Sommer verließ er den Klub wieder und spielte für den Rest des Jahres bei Franklin United in Neuseeland. Zum Start des Folgejahres kehrte er wieder nach Fidschi zurück, wo er nun beim Suva FC kickte. Nach einem weiteren Jahre kehrte er bis Ende 2022 nach Vanuatu zurück, wo er für den Tupuji Imere FC spielte. Danach schloss er sich wieder dem Suva FC an und seit Anfang 2024 ist er für den Virtus SC in Australien aktiv.

### Nationalmannschaft
Mit der vanuatuischen U17 nahm er an der Ozeanienmeisterschaft 2013 teil und erzielte zwei Tore im Turnierverlauf. Ein Jahr später nahm er mit der U20 an deren Ozeanienmeisterschaft 2014 teil und erzielte hier noch einmal einen weiteren Treffer.
Für die A-Nationalmannschaft debütierte er dann am 23. November 2017 bei einer 0:1-Freundschaftsspielniederlage gegen Estland, wo er auch gleich in der Startelf stand. Danach folgte am Ende des laufenden Jahres noch die Teilnahme am Fußball-Turnier der Mini-Pazifikspiele 2017 sowie im nächsten Jahr ein paar weitere Freundschaftsspiele.
Nach vier Jahren ohne Einsatz wurde er für den MSG Prime Ministers’ Cup 2022 nominiert und kam hier zum Einsatz. Auch danach kam er noch weiter in Freundschaftsspielen zum Einsatz, wie auch beim MSG Prime Ministers’ Cup 2023 und den Pazifikspielen 2023. Auch für den Kader seiner Mannschaft bei der Ozeanienmeisterschaft 2024 wurde er nominiert und kam in zwei Gruppenspielen sowie dem Finale, welches gegen Neuseeland verloren wurde zum Einsatz.